# C/2004 H6 SWAN
C/2004 H6 (SWAN) (o SOHO 792) è una cometa non periodica, scoperta grazie alla sonda spaziale SOHO.
I reali scopritori della cometa sono tre astrofili, Michael Mattiazzo, Xing-ming Zhou e Kazimieras Černis, quest'ultimo è anche un astronomo professionista: i tre esaminando le immagini riprese dallo strumento SWAN, uno dei dodici a bordo della Soho, pubblicate su Internet, hanno rilevato a partire dal 29 aprile 2004 un oggetto in movimento, il 13 maggio 2004, indipendentemente e all'insaputa uno dell'altro, hanno segnalato l'oggetto al CBAT che ne ha annunciato la scoperta il 27 maggio 2004.